# Parachartergus fraternus
Parachartergus fraternus är en getingart som först beskrevs av Giovanni Gribodo 1891.
Parachartergus fraternus ingår i släktet Parachartergus och familjen getingar. Inga underarter finns listade i Catalogue of Life.